# 709a Divisió d'Infanteria Estàtica (Alemanya)
La 709a Divisió d'Infanteria Estàtica (alemany: 709. Infanterie-Division) va ser una divisió d'infanteria de l'exèrcit alemany durant la Segona Guerra Mundial. Va ser creada el maig de 1941 i utilitzat per a les tasques d'ocupació durant l'ocupació alemanya de França durant la Segona Guerra Mundial fins a la invasió aliada. Va ser a la costa de Normandia quan es va produir la invasió i així es va lluitar en la batalla de Normandia. La divisió va quedar atrapada a la península de Cotentin i destruïda durant la defensa de Cherbourg.

## Història
La 709a Divisió d'Infanteria Estàtica era una unitat de defensa costanera assignada per protegir les costes oriental i nord de la península de Cotentin. Això incloïa els llocs del cap de platja d'Utah i les zones d'aterratge aerotransportat dels Estats Units. El seu sector abastava més de 250 km, en una línia des del nord-est de Carentan, passant per Barfleur-Cherbourg-Cap de la Hague fins a un punt a l'oest de Barneville. Això incloïa el front terrestre de 65 km de Cherbourg.
La divisió incloïa una sèrie d'unitats "Ostlegionen" - orientals - de diverses nacionalitats, principalment dels països ocupats de l'est d'Europa. Aquests eren una barreja de voluntaris, reclutes i antics presoners de guerra soviètics que havien optat per lluitar a l'exèrcit alemany en lloc de patir les dures condicions dels presoners. Dos batallons del 739è Regiment de Granaders eren batallons georgians. Dos batallons més també van ser designats com a unitats Ost en l'ordre divisional de batalla. Aquests batallons estaven dirigits per oficials i suboficials alemanys.
El comandant de la divisió en el moment del desembarcament del dia D era el general Karl-Wilhelm von Schlieben que va prendre el comandament el desembre de 1943 després de dos anys i mig de comandament continu de les unitats de combat del Front Oriental, inclòs el 108è Regiment de Granaders Panzer, la 4a Brigada de Fusellers, la  208a Divisió d'Infanteria i la 18a Divisió Panzer.
La qualitat de les tropes de la 709 s'havia reduït a mesura que el personal es transferia constantment al Front Oriental, incloent unitats de combat divisionals senceres com el 1r Batalló del 739è Regiment de Granaders. Un alt percentatge de la divisió no tenia experiència de combat. Tanmateix, la 709 coneixia el seu sector i estava ben entrenada per a la defensa. Encara que després de mesos de treball sostingut a les defenses costaneres va provocar que la preparació al combat de les seves tropes es reduís significativament.
Elements de la 709a van estar fortament compromeses el dia D, defensant la península contra els desembarcaments aerotransportats dels Estats Units i contra el desembarcament de la 4a divisió d'infanteria dels Estats Units a Utah Beach. Deu dies més tard, la divisió va informar que havia patit unes 4.000 baixes d'una força inicial de més de 12.000 membres. El general Schlieben va lliurar la "fortalesa" de Cherbourg als nord-americans el 29 de juny de 1944.

## Commandants
- Generalmajor Arnold von Beßel (3 de maig de 1941 – 15 de juliol de 1942)
- Generalleutnant Albin Nake (15 de juliol de 1942 – 15 de març de 1943)
- Generalleutnant ? (? febrer de 1944 - 1 de desembre de 2021)
- General der Artillerie Curt Jahn (15 de març de 1943 – 1 de juliol de 1943)
- Generalmajor Eckkard von Geyso (1 de juliol de 1943 – 12 de desembre de 1943)
- Generalleutnant Karl-Wilhelm von Schlieben (12 de desembre de 1943 – 23 de juny de 1944)

## Organització (juny de 1944)
- Comandament
- 729è Regiment Granader Fortificat (amb el 649è Batalló Ost adjunt)
- 739è Regiment Granader Fortificat (amb els 561r I el 795è Batallons georgians adjunts)
- 919è Regiment Granader (transferit de la 242a Divisió d'Infanteria l'octubre de 1943)
- 1709è Regiment d'artilleria
- 709è Batalló antitanc
- 709è Batalló d'enginyers
- 709è Batalló de senyals
- 635 Ost-Bataillon (rus) (CP: Donville-les-Bains)[2]
- 795 Ost-Bataillon (georgià) (Hauptmann Stiller – CP: Turqueville)[2]
- 797 Ost-Bataillon (georgià) (Hauptmann Peter Massberg – CP: Gouville)[2]